# Maarschalk van de Sovjet-Unie

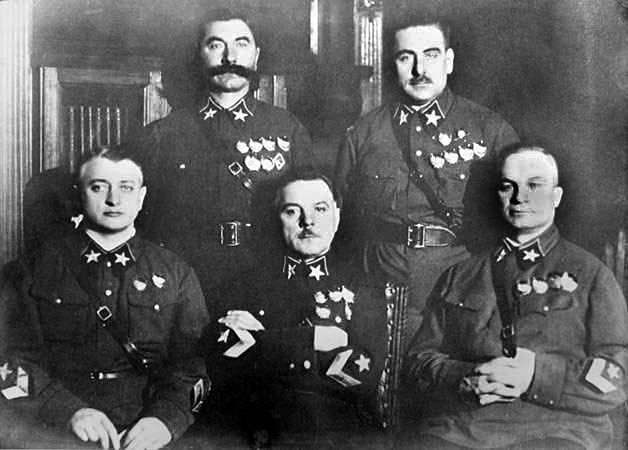
De eerste vijf Maarschalken van de Sovjet-Unie op 11 november 1935: Michail Toechatsjevski, Semjon Boedjonny, Kliment Vorosjilov, Vasili Bljoecher en Aleksander Jegorov

Maarschalk van de Sovjet-Unie (Russisch: Маршал Советского Союза; Marsjal Sovjetskovo Sojoeza) was de de facto hoogste militaire rang binnen de landmacht van de Sovjet-Unie (de hoogste rang “de jure” werd enkel gedragen door Jozef Stalin, die zich ook tot generalissimo liet uitroepen). De rang werd in 1935 ingevoerd, en in 1991 opgeheven. In totaal hebben 41 mensen de titel gedragen. De rang was gelijk aan die van Admiraal van de vloot van de Sovjet-Unie bij de marine.

## Geschiedenis

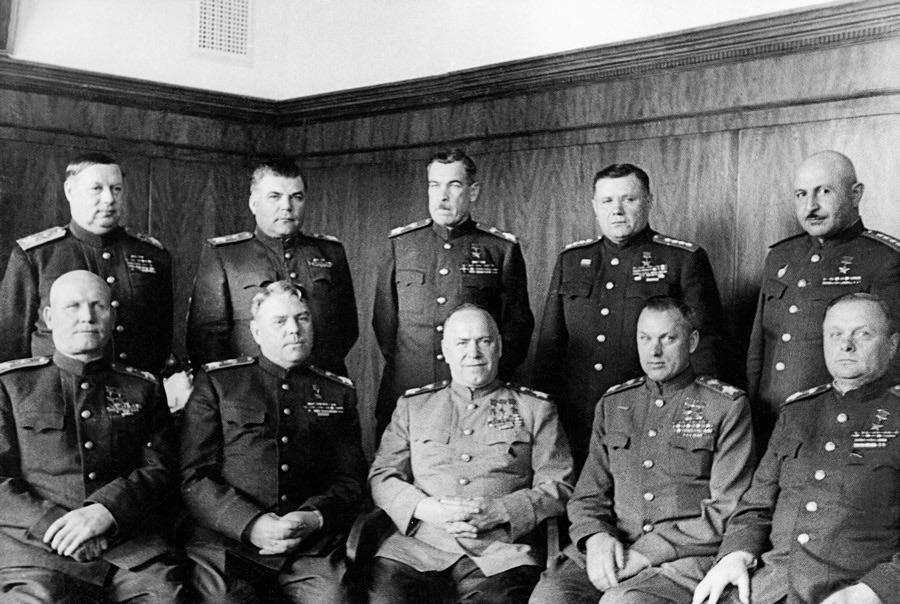
De tien maarschalken van de Sovjet-Unie in de laatste fase van de Tweede Wereldoorlog: van links naar rechts zittend: Ivan Konev, Aleksandr Vasilevski, Georgi Zjoekov, Konstantin Rokossovski, Kirill Meretskov en staand: Fjodor Tolboechin, Rodion Malinovski, Leonid Govorov, Andrej Jerjomenko, Ivan Bagramjan

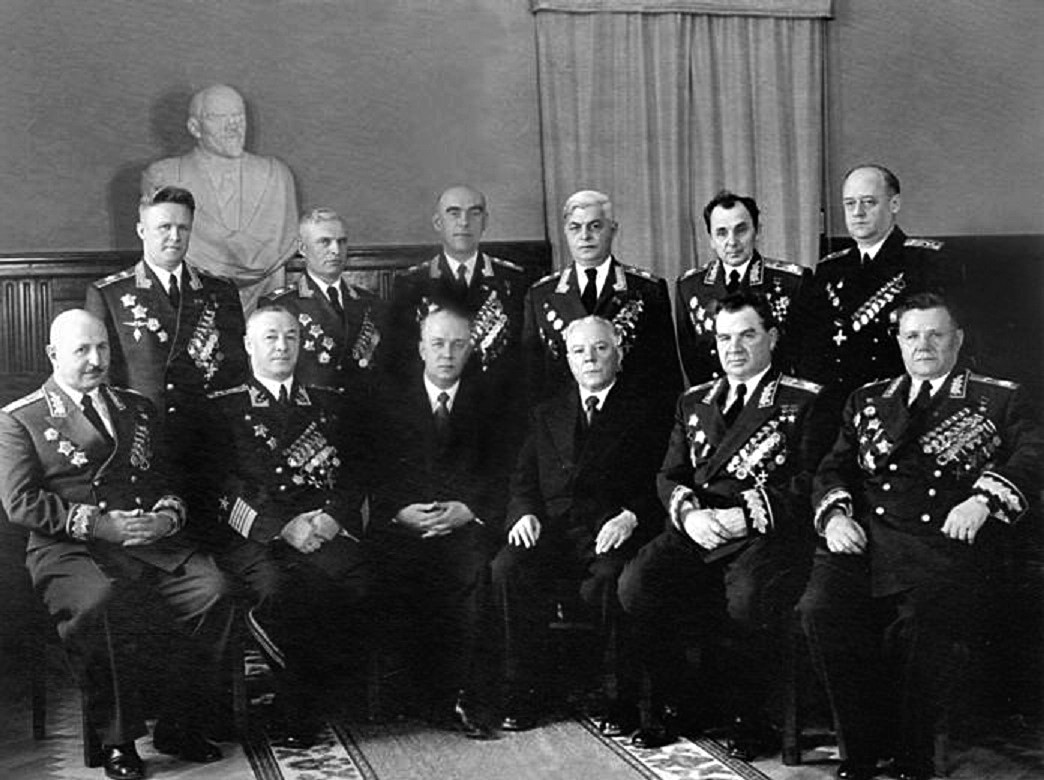
Uitreiking van maarschalksterren in het Kremlin in 1955. Van links naar rechts: zittend: Ivan Bagramjan, Nikolaj Koeznetsov, Nikolaj Pegov, Kliment Vorosjilov, Vasili Tsjoejkov, Andrej Jerjomenko, staand: Sergej Roedenko, Vasili Kazakov, Vladimir Soedets, Sergej Varentsov, Kirill Moskalenko, Ivan Isakov.

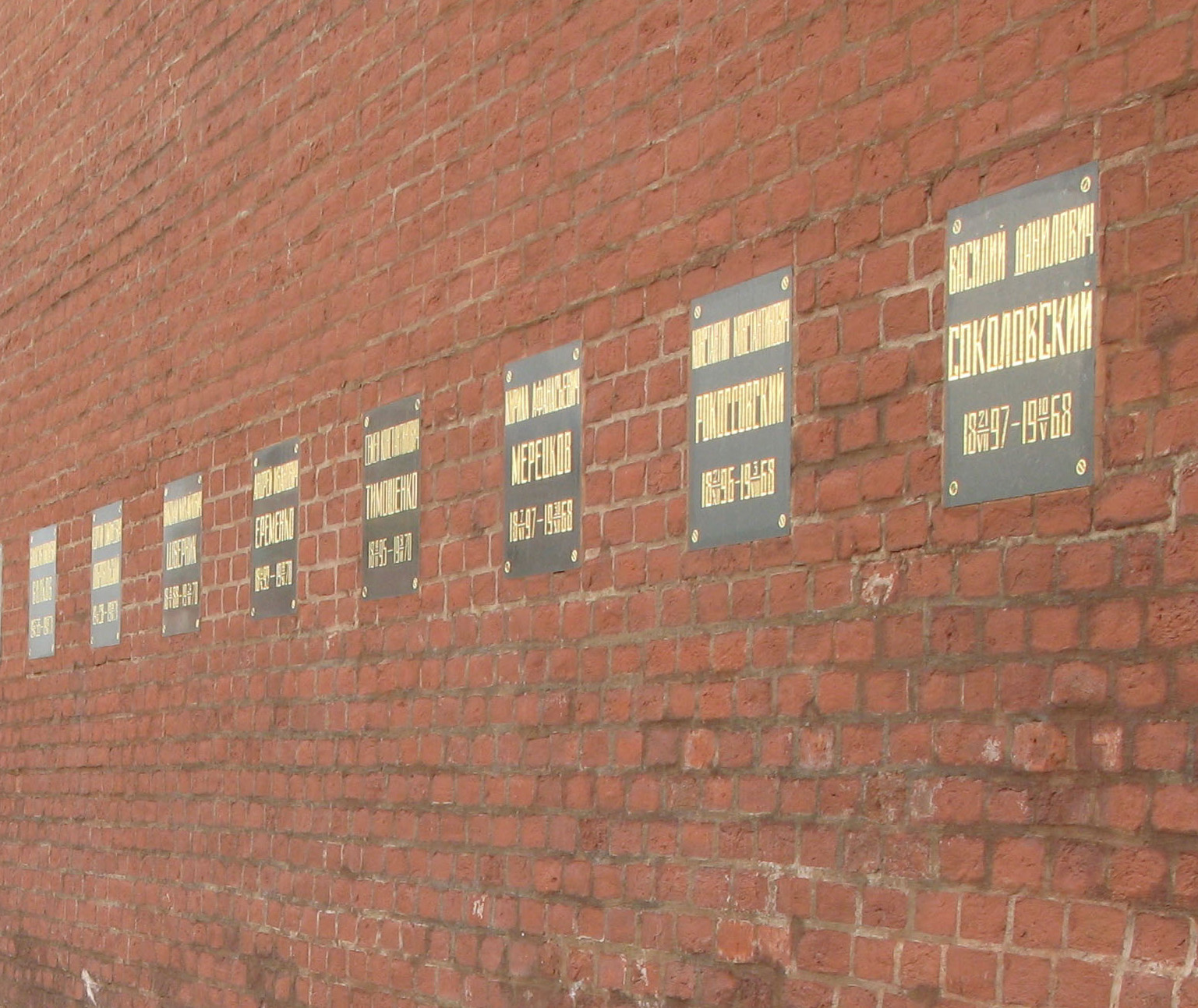
De Kremlinmuur-necropolis waar de urnen met de as van 23 Maarschalken van de Sovjet-Unie zijn bijgezet

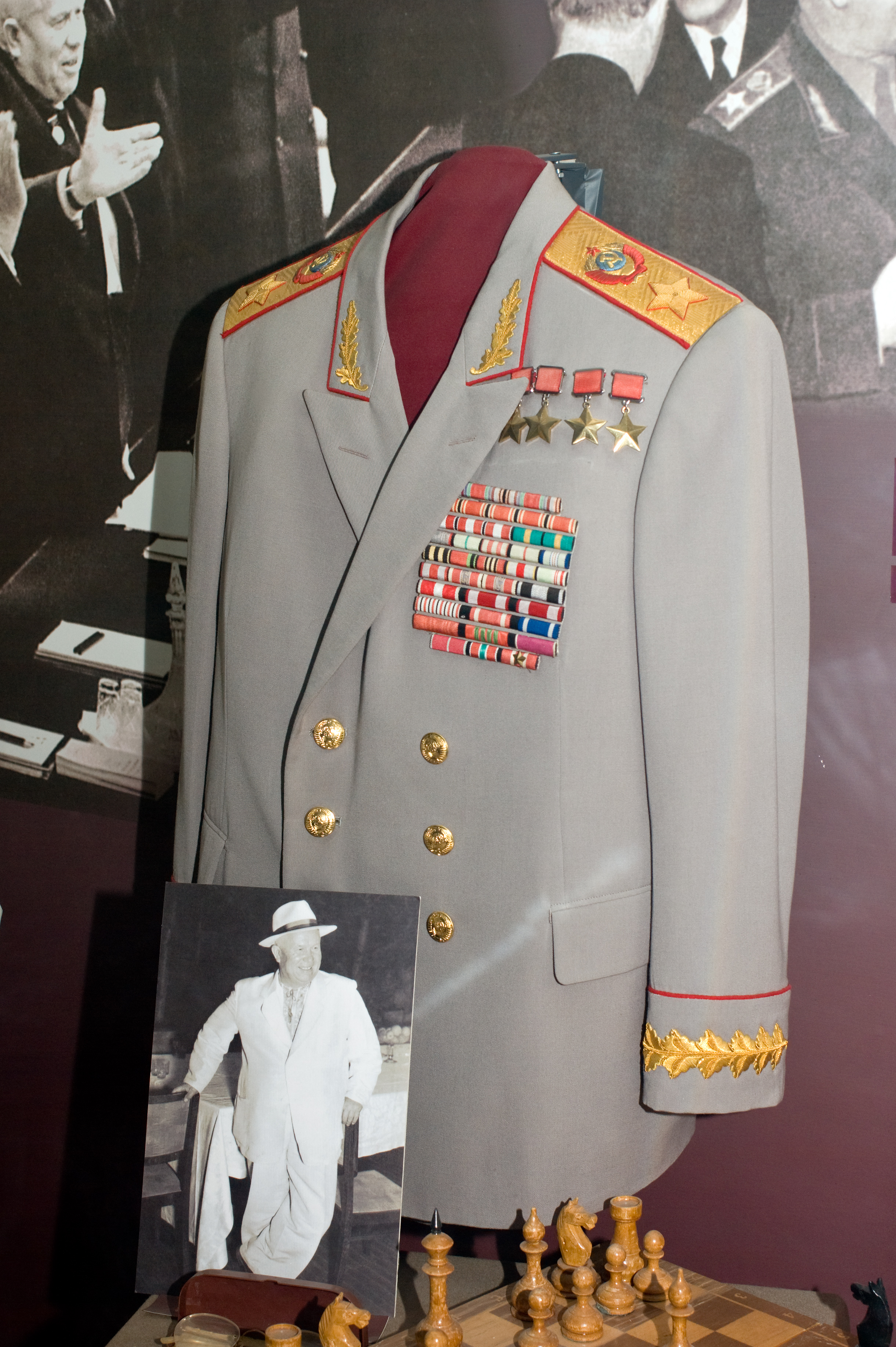
Het uniform van Georgi Zjoekov

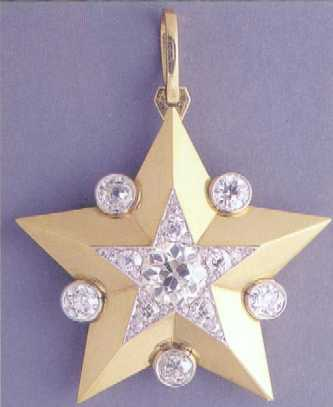
De met briljanten bezette maarschalkster

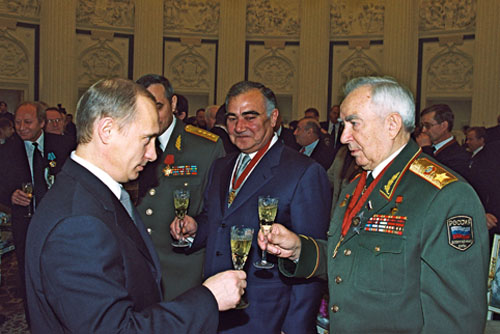
Viktor Koelikov op 22 november 2001 in zijn uniform van Maarschalk van de Sovjet-Unie

De militaire rang van maarschalk van de Sovjet-Unie werd officieel ingesteld op 22 september 1935 door de Raad van Volkscommissarissen (Sovnarkom). Op 20 november van dat jaar kregen de eerste vijf militairen de rang: Kliment Vorosjilov (volksvertegenwoordiger van Defensie), Aleksander Jegorov (hoofd van de generale staf van het Rode Leger), en drie commandanten, Vasili Blücher, Semjon Boedjonny, en Michail Toechatsjevski.
Van deze vijf werden Bljoecher, Toechatsjevski en Jegorov geëxecuteerd tijdens Stalins Grote Zuivering van 1937 tot 1938. Op 7 mei 1940 werden hun plaatsen ingenomen door Semjon Timosjenko, Boris Sjaposjnikov, en Grigori Koelik.
Hoewel de traditionele rangen voor militaire officieren opnieuw werden ingevoerd in 1935, keerde de rang van generaal in het rode leger pas terug in 1940. Het systeem had lange tijd geen rang van brigadegeneraal, of een volledige generaalsrang. De positie tussen luitenant-generaal en generaal werd uitgevoerd door de kolonel-generaal. Derhalve kunnen de rangen maarschalk van de Sovjet-Unie en generaal van het leger worden gezien als elkaars gelijken.
Tijdens de Tweede Wereldoorlog werden Timosjenko en Boedjonny ontslagen. De rang werd hierna doorgegeven aan een aantal militairen die deze rang konden verdienen met hun inzet in het leger. Onder hen bevonden zich Georgi Zjoekov, Ivan Konev en Konstantin Rokossovski. Stalin werd zelf maarschalk van de Sovjet-Unie in 1945, samen met Lavrenti Beria. In 1947 werd politicus Nikolaj Boelganin de derde niet-militaire maarschalk.
Twee maarschalken werden geëxecuteerd in de zuiveringen na de oorlog: Koelik in 1950 en Beria in 1953, na Stalins dood. Daarna werd de rang enkel nog aan professionele soldaten gegeven, met uitzondering van Leonid Brezjnev, die zichzelf in 1976 tot maarschalk benoemde. De laatste Maarschalk van de Sovjet-Unie was Dmitri Jazov, die de rang in 1990 kreeg. Hij werd gearresteerd na de mislukte Augustusstaatsgreep in Moskou tegenover Michail Gorbatsjov in 1991. Maarschalk Sergej Achromejev verhing zichzelf in 1991  na het uiteenvallen van de Sovjet-Unie.
Na de opheffing van de Sovjet-Unie in december 1991 werd de rang opgeheven. De rang werd opgevolgd door maarschalk van de Russische Federatie. Deze rang werd door slechts 1 persoon gedragen, Igor Sergejev.

## Groepen
De maarschalken waren onder te verdelen in drie groepen:
- Zij die hun reputatie hadden gekregen tijdens de Russische Burgeroorlog. Hieronder vielen onder andere Bljoecher, Toechatsjevski en Jegorov.
- Zij die hun reputatie hadden gekregen tijdens de Tweede Wereldoorlog. Dit waren Zjoekov, Vasiljevski, Konev, Rokossovski, Malinovski, Tolboechin en Govorov.
- Zij die tijdens de Koude Oorlog een hoge rang verkregen.

## Lijst van maarschalken
Op de politieke maarschalken na begonnen alle Maarschalken van de Sovjet-Unie hun rang in het leger.
| Nr. | Portret | Naam                               | Benoeming      | Dienst                                                  |
| --- | ------- | ---------------------------------- | -------------- | ------------------------------------------------------- |
| 1   |         | Kliment Vorosjilov (1881–1969)     | november 1935  | Leger/Politiek                                          |
| 2   |         | Michail Toechatsjevski (1893–1937) | november 1935  | Leger                                                   |
| 3   |         | Aleksandr Jegorov (1883–1939)      | november 1935  | Leger                                                   |
| 4   |         | Semjon Boedjonny (1883–1973)       | november 1935  | Leger                                                   |
| 5   |         | Vasili Blücher (1890–1938)         | november 1935  | Leger                                                   |
| 6   |         | Semjon Timosjenko (1895–1970)      | mei 1940       | Leger                                                   |
| 7   |         | Grigori Koelik (1890–1950)         | mei 1940       | Leger                                                   |
| 8   |         | Boris Sjaposjnikov (1882–1945)     | mei 1940       | Leger                                                   |
| 9   |         | Georgi Zjoekov (1896–1974)         | januari 1943   | Leger                                                   |
| 10  |         | Aleksandr Vasilevski (1895–1977)   | februari 1943  | Leger                                                   |
| 11  |         | Jozef Stalin (1879–1953)           | maart 1943     | Politiek                                                |
| 12  |         | Ivan Konev (1897–1973)             | februari 1944  | Leger                                                   |
| 13  |         | Leonid Govorov (1897–1955)         | juni 1944      | Leger                                                   |
| 14  |         | Konstantin Rokossovski(1896–1968)  | juni 1944      | Leger                                                   |
| 15  |         | Rodion Malinovski (1898–1967)      | september 1944 | Leger                                                   |
| 16  |         | Fjodor Tolboechin (1894–1949)      | september 1944 | Leger                                                   |
| 17  |         | Kirill Meretskov (1897–1968)       | oktober 1944   | Leger                                                   |
| 18  |         | Lavrenti Beria (1899–1953)         | juli 1945      | NKVD/MVD/Militsia                                       |
| 19  |         | Vasili Sokolovski (1897–1968)      | juli 1946      | Leger                                                   |
| 20  |         | Nikolaj Boelganin (1895–1975)      | november 1947  | Politiek                                                |
| 21  |         | Ivan Bagramjan (1897–1982)         | maart 1955     | Leger                                                   |
| 22  |         | Sergej Birjoezov (1904–1964)       | maart 1955     | Leger/luchtverdediging/strategische raketstrijdkrachten |
| 23  |         | Andrej Gretsjko (1903–1976)        | maart 1955     | Leger                                                   |
| 24  |         | Andrej Jerjomenko (1892–1970)      | maart 1955     | Leger                                                   |
| 25  |         | Kirill Moskalenko (1902–1985)      | maart 1955     | Leger/strategische raketstrijdkrachten                  |
| 26  |         | Vasili Tsjoejkov (1900–1982)       | maart 1955     | Leger                                                   |
| 27  |         | Matvej Zacharov (1898–1972)        | mei 1959       | Leger                                                   |
| 28  |         | Filipp Golikov (1900–1980)         | mei 1961       | Leger                                                   |
| 29  |         | Nikolaj Krylov (1903–1972)         | mei 1962       | Leger/strategische raketstrijdkrachten                  |
| 30  |         | Ivan Jakoebovski (1912–1976)       | april 1967     | Leger                                                   |
| 31  |         | Pavel Batitski (1910–1984)         | april 1968     | Luchtverdediging                                        |
| 32  |         | Pjotr Kosjevoj (1904–1976)         | april 1968     | Leger                                                   |
| 33  |         | Leonid Brezjnev (1906–1982)        | mei 1976       | Politiek                                                |
| 34  |         | Dmitri Oestinov (1908–1984)        | juli 1976      | Politiek                                                |
| 35  |         | Viktor Koelikov (1921–2013)        | januari 1977   | Leger                                                   |
| 36  |         | Nikolaj Ogarkov (1917–1994)        | januari 1977   | Leger                                                   |
| 37  |         | Sergej Sokolov (1911–2012)         | februari 1978  | Leger                                                   |
| 38  |         | Sergej Achromejev (1923–1991)      | maart 1983     | Leger                                                   |
| 39  |         | Semjon Koerkotkin (1917–1990)      | maart 1983     | Leger                                                   |
| 40  |         | Vasili Petrov (1917–2014)          | maart 1983     | Leger                                                   |
| 41  |         | Dmitri Jazov (1924–2020)           | april 1990     | Leger                                                   |